# 青帝
青帝，是中國古代傳說中五帝之一，掌管天下的東方，亦是古代帝王及宗廟所祭祀的主要對象之一，亦稱「蒼帝」、「木帝」。在「先天五帝」的概念中，青帝即為太昊。五行中對應木，季節中對應春天，五色中則對應青色。

## 概述
儒家典籍《周禮》曾述及所謂「五帝」的概念。《史記正義》引《國語》就指：「蒼帝（或為青帝）靈威仰，赤帝赤熛怒，白帝白招矩（或為白招拒），黑帝協光紀，黃帝含樞紐。」文獻中未有實質指明五帝的姓名，緯書《尚書帝命驗》稱：「蒼帝名靈威仰，赤帝名文祖，黃帝名神斗，白帝名顯紀，黑帝名玄矩。」判斷青帝的名字是「靈威仰」。《尚書帝命驗》中載：「靈府者，蒼帝靈威仰之府，名曰靈府。」指青帝居住的仙府稱為「靈府」。
《續漢書》曾記載關於一場祭祀五帝的儀式，當中提到：「制郊兆於洛陽城南七里，為壇，八陛，中又為重壇，天地位皆在壇上。其外壇上為五帝位，青帝位在甲寅，赤帝位在丙巳，黃帝位在丁未，白帝位在庚申，黑帝位在壬亥。」另外，蔡邕《獨斷》載：「青帝以未臘卯祖，赤帝以戍臘午祖，白帝以丑臘酉祖，黑帝以辰臘子祖，黃帝以辰臘未祖。」記述了祭祀青帝的對應時辰。
在道教概念中，青帝的化身是「東方安寶華林青靈始老九炁天君」與「東斗五宮主算護命星君」。

## 相關軼事

### 姬周之始
在《儀禮注疏》中記載，帝嚳後世妃子姜嫄因足踏青帝的巨型足印感靈懷孕，而誕下后稷，成為周代的始祖。

## 相關
- 太昊
- 五方上帝
- 東嶽大帝

## 延伸閱讀
- 《周禮》
- 《國語》
- 漢司馬遷《史記》（〈高祖本紀〉、〈孝武本紀〉）